# An 'Uncle Tom's Cabin' Troupe
An 'Uncle Tom's Cabin' Troupe è un cortometraggio muto del 1913 scritto e diretto da Dell Henderson.

## Trama
La troupe della Capanna dello zio Tom arriva in città per mettere in scena lo spettacolo. Entusiasta di quel mondo, il proprietario dell'albergo baratta il suo locale per poter seguire la compagnia ma ben presto se ne pentirà amaramente.

## Produzione
Il film fu prodotto dalla Biograph Company.

## Distribuzione
Distribuito dalla General Film Company, il film - un cortometraggio di 207 metri - uscì nelle sale cinematografiche USA il 10 aprile 1913. Nelle proiezioni, veniva programmato con il sistema dello split reel, accorpato in un'unica bobina con un altro cortometraggio prodotto dalla Biograph, la commedia A Lesson to Mashers.